# Monopeltis
Genre
Synonymes
- Monaspis Smith, 1848
- Phractogonus Hallowell, 1852
- Monotrophis Gray, 1865

Monopeltis est un genre d'amphisbènes de la famille des Amphisbaenidae.

## Répartition
Les vingt espèces de ce genre se rencontrent dans le sud de l'Afrique.

## Description
Les espèces de ce genre sont apodes.

## Liste des espèces
Selon The Reptile Database (22 juil. 2011) :
- Monopeltis adercae Witte, 1953
- Monopeltis anchietae (Bocage, 1873)
- Monopeltis capensis Smith, 1848
- Monopeltis decosteri Boulenger, 1910
- Monopeltis galeata (Hallowell, 1852)
- Monopeltis guentheri Boulenger, 1885
- Monopeltis infuscata Broadley, 1997
- Monopeltis jugularis Peters, 1880
- Monopeltis kabindae Witte & Laurent, 1942
- Monopeltis leonhardi Werner, 1910
- Monopeltis luandae Gans, 1976
- Monopeltis perplexus Gans, 1976
- Monopeltis remaclei Witte, 1933
- Monopeltis rhodesiana Broadley, Gans & Visser, 1976
- Monopeltis scalper (Günther, 1876)
- Monopeltis schoutedeni Witte, 1933
- Monopeltis sphenorhynchus Peters, 1879
- Monopeltis vanderysti Witte, 1922
- Monopeltis welwitschii (Gray, 1865)
- Monopeltis zambezensis Gans & Broadley, 1974

## Publication originale
- Smith, 1848 : Illustrations of the Zoology of South Africa; Consisting Chiefly of Figures and Descriptions of the Objects of Natural History Collected during an Expedition into the Interior of South Africa, in the Years 1834, 1835, and 1836.  Vol. III. Reptilia. Part 28 Errata sheet. London: Smith, Elder, & Co..